# Olivier Bonnes
Olivier Harouna Bonnes (Niamey, 7 febbraio 1990) è un ex calciatore nigerino, di ruolo centrocampista.

## Carriera

### Club
Ha giocato 2 partite in Ligue 2 con il Nantes; nella stagione 2012-2013 ha giocato nella seconda serie belga con la maglia del Brussels. In seguito ha anche giocato nella prima divisione bulgara ed in quella sudcoreana.

### Nazionale
Ha partecipato alla Coppa d'Africa del 2012.